# Gongora seideliana
Gongora seideliana är en orkidéart som beskrevs av Heinrich Gustav Reichenbach. Gongora seideliana ingår i släktet Gongora och familjen orkidéer. Inga underarter finns listade i Catalogue of Life.

## Bildgalleri

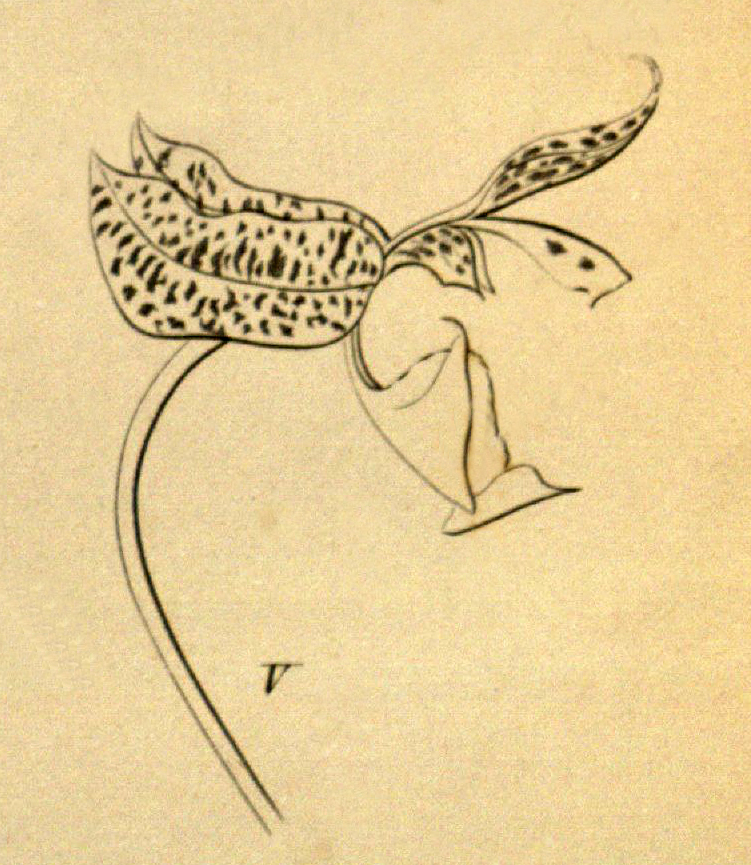